# Trogiomorpha
Trogiomorpha é uma subordem de insetos da ordem Psocoptera (ou Psocodea  ). Existem cerca de 7 famílias e mais de 430 espécies descritas em Trogiomorpha.   .

## Famílias
- Lepidopsocidae Enderlein, 1903
- Prionoglarididae Azar, Huang & Nel, 2017
- Psoquillidae Lienhard & Smithers, 2002
- Psyllipsocidae Lienhard & Smithers, 2002
- Trogiidae Roesler, 1944
- † Archaeatropidae Baz & Ortuño, 2000
- † Empheriidae Baz & Ortuño, 2000